# Eduardo Leon Garrido
Eduardo León Garrido, né à Madrid en 1856 et décédé à Venoix (commune incorporée à Caen depuis) en 1949, est un peintre français, d'origine espagnole.

## Biographie
Il réalise des tableaux contemporains et des portraits après avoir créé des tableaux dans le goût du XVIIIe siècle (scènes galantes).
Il se marie en 1892 avec Léonie Beck, son modèle. Naturalisé français en 1914, Edouardo León Garrido, passera les dix dernières années de sa vie à Caen chez son fils Louis-Édouard Garrido, lui-même peintre.
Une collection de ses œuvres et de son fils est visible au musée Charles Léandre situé dans la commune de Condé-en-Normandie (plus précisément dans l'ancienne commune de Condé-sur-Noireau).

## Galerie

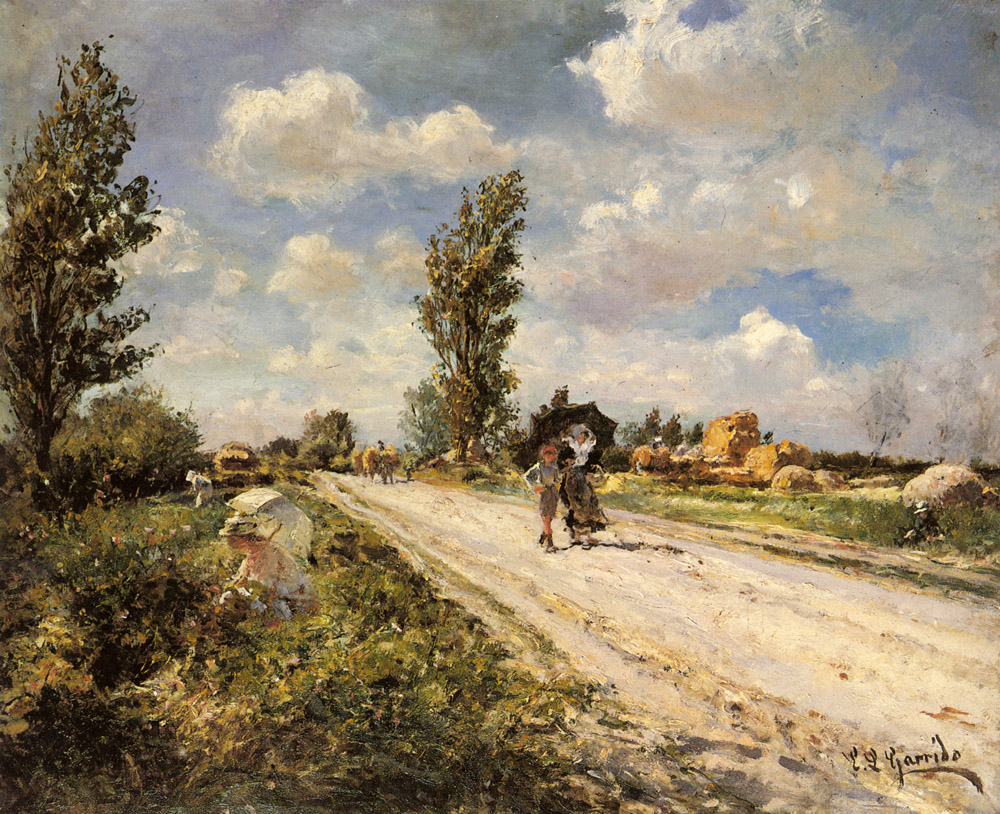
Un jour de printemps.
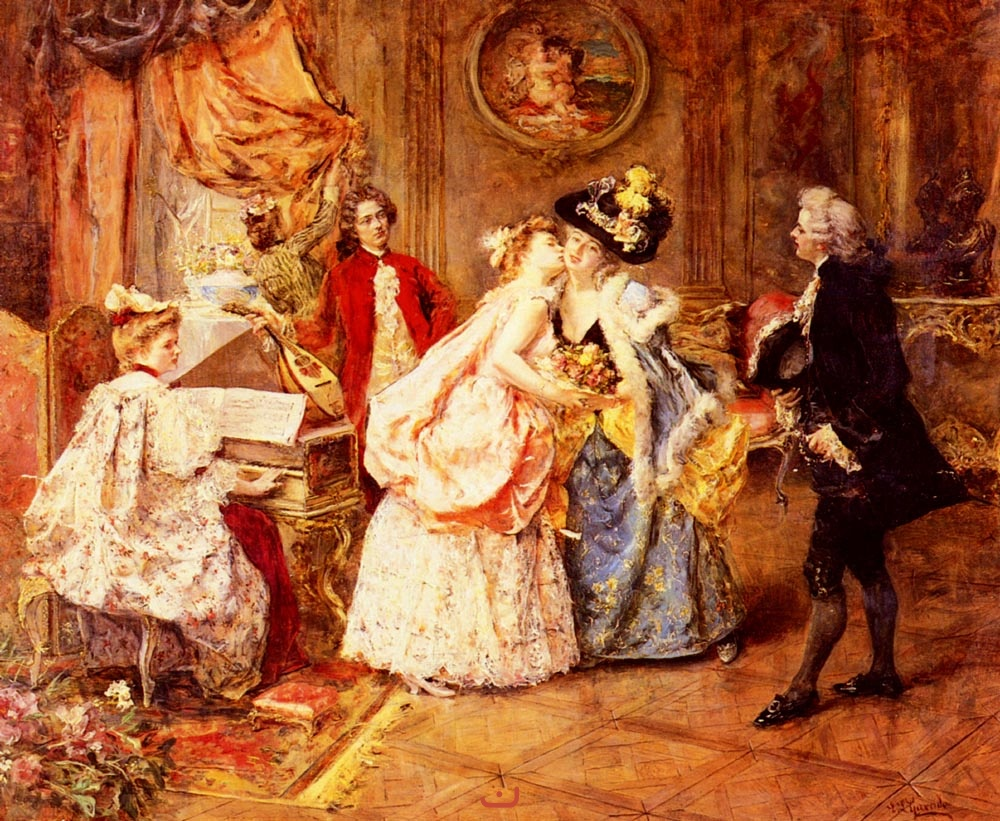
L'arrivée
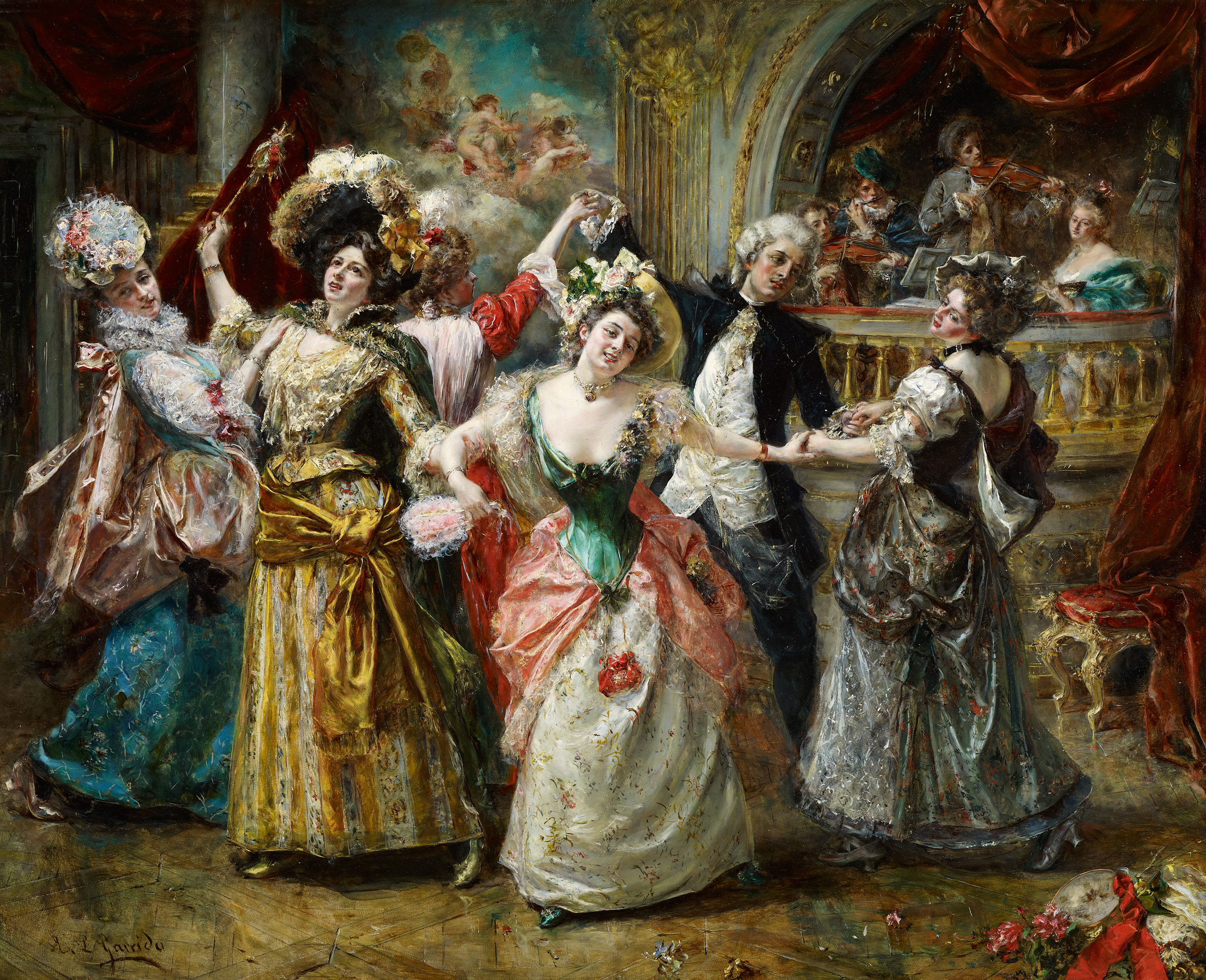
El Galán del Sarao
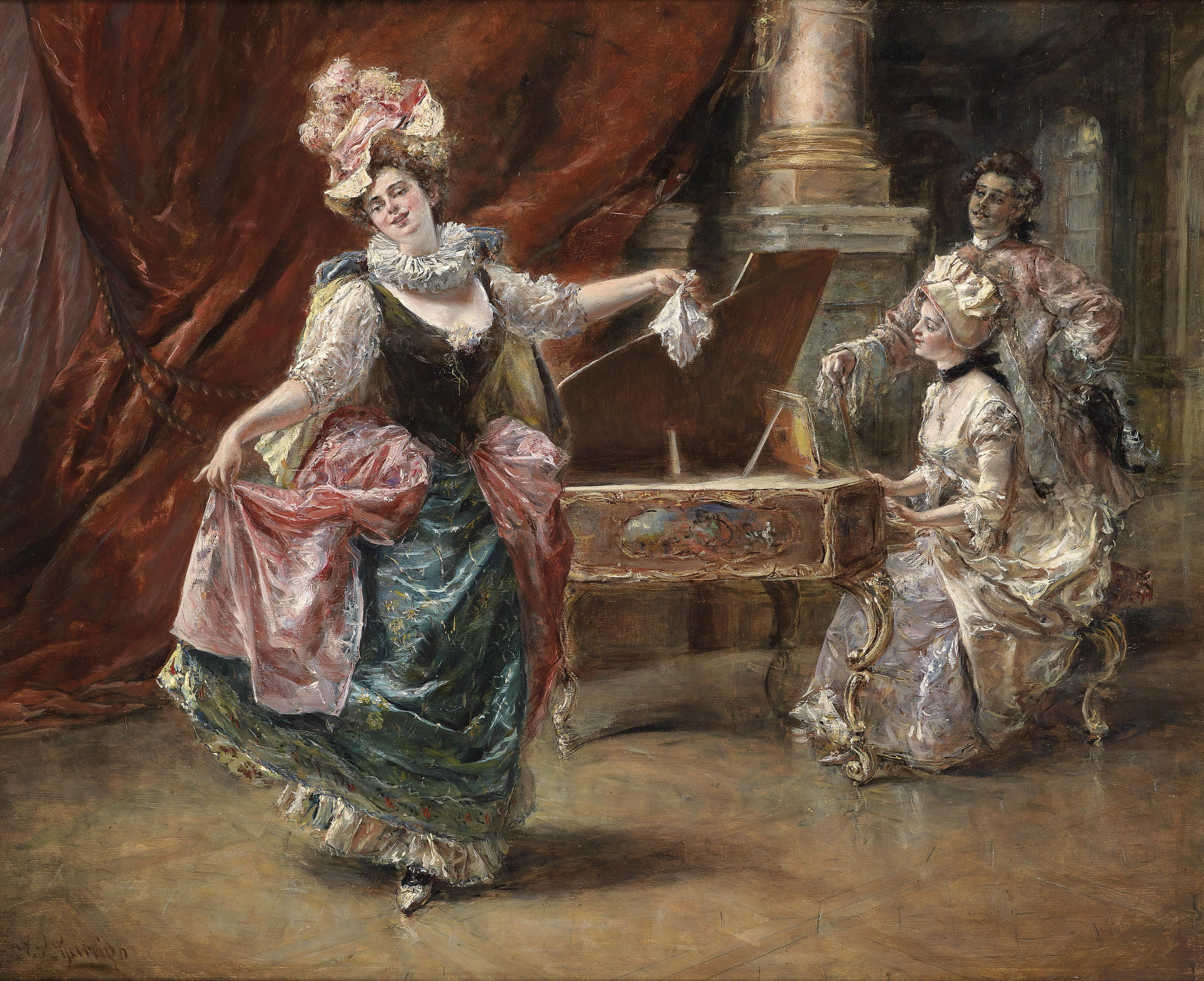
Le spectacle de danse
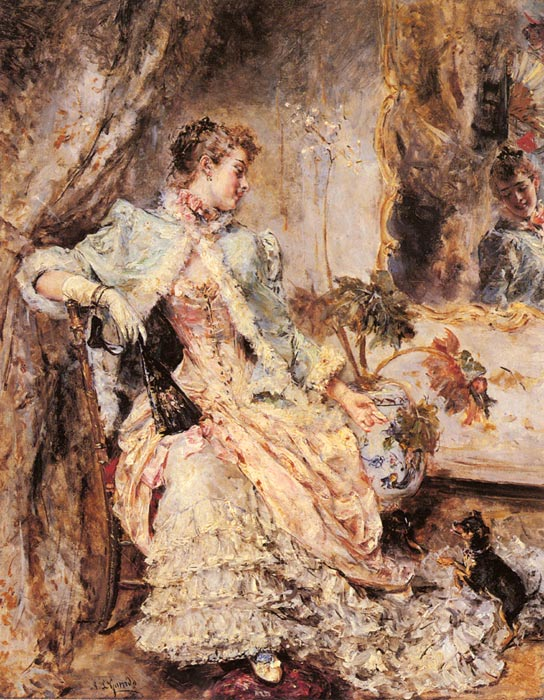
Une dame élégante avec son chien
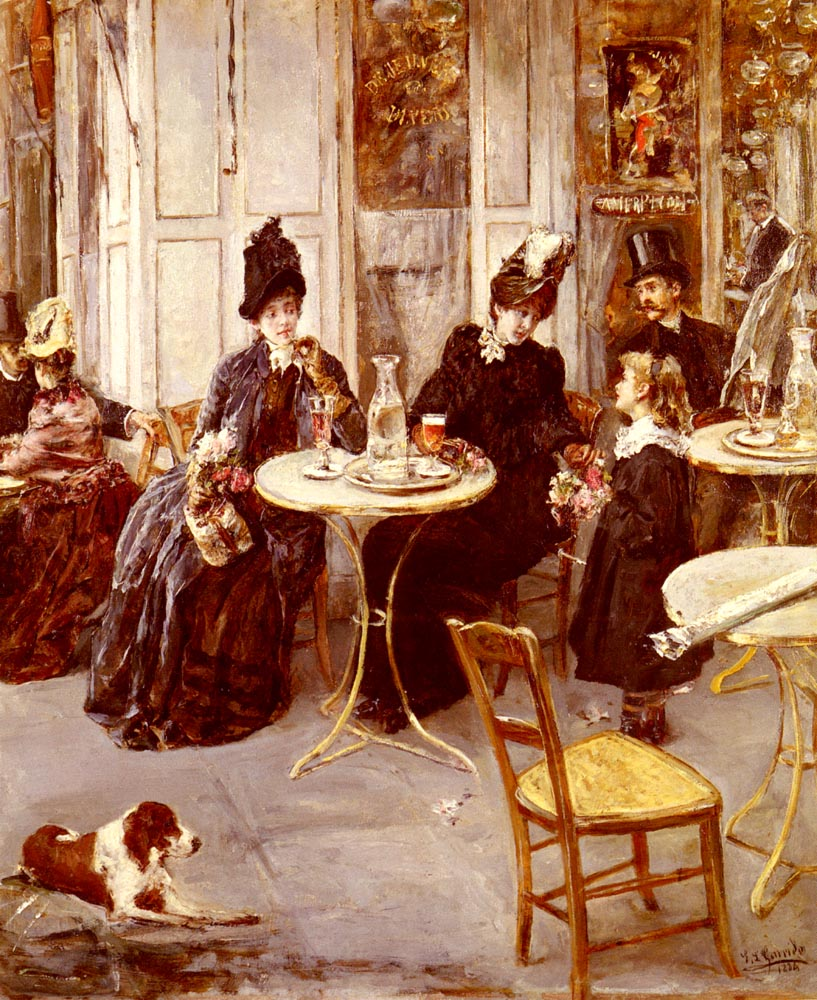
Au café

## Élèves
- Blanche Dillaye